# 교황 니콜라오 4세
교황 니콜라오 4세(라틴어: Papa Nicholaus IV, 이탈리아어: Papa Niccolò IV)는 제191대 교황(재위: 1288년 2월 22일 - 1292년 4월 4일)이다. 본명은 지롤라모 마쉬(이탈리아어: Girolamo Masci)이다. 프란치스코회 출신으로서는 최초로 교황에 선출되었다.

## 생애 초기
지롤라모 마쉬는 1227년 9월 30일 아스콜리피체노 인근의 리시아노에서 태어났다. 경건하고 평화를 사랑하는 사람이었던 그는 프란치스코회 수사로서 교회를 보호하고 십자군 원정을 촉구하고, 이단을 근절하는데 노력하였다. 레브도르프의 하인리히에 따르면, 그는 신학 박사학위를 받았다고 한다. 1272년 피사에서 열린 프란치스코회 총회에서 달마티아 관구장으로 선출되었다. 1272년 교황 그레고리오 10세는 제2차 리옹 공의회에 동방 교회의 고위 성직자들이 참여하도록 그를 동로마 제국의 황제 미하일 8세 팔레올로고스에게 사절로 보냈다. 교황에게는 동서방 교회의 재일치를 이루고자 하는 원대한 소망이 있었다. 그래서 작은형제회(프란치스코회) 총장 보나벤투라는 교황의 사절단과 동행할 네 명의 프란치스코회원을 선발하라는 요청을 받았고, 보나벤투라는 그 중의 한 명으로 지롤라모 마쉬를 선택했다. 보나벤투라가 1274년 7월 15일 리옹에서 가진 수도회 총회 제5회기 중에 갑자기 선종하자 당시 부재 중이었음에도 지롤라모 마쉬가 프란치스코회의 후임 총장으로 선출되었다. 지롤라모 마쉬는 콘스탄티노폴리스에서 동로마 대표들과 함께 돌아왔다.
1277년 10월 15일 교황 니콜라오 3세는 프랑스 왕 필리프 4세와 아라곤 왕 알폰소 3세 사이의 평화 협상을 주선하고자 지롤라모와 도미니코회 총장 베르첼리의 요한을 보냈다. 지롤라모와 요한은 1278년 4월 4일에도 똑같은 임무를 부여받았다. 동시에 지롤라모는 프란치스코회 총장을 당분간 계속 맡으라는 지시를 받았다.
1278년 지롤라모는 교황 니콜라오 3세에 의해 산타 푸덴치아나 성당의 사제급 추기경에 서임되었다. 그러나 추기경이 된 이후에도 그는 한동안 프란치스코회 총장을 계속 역임하였다. 1281년 4월 12일 그는 교황 마르티노 4세에 의해 팔레스트리나의 주교급 추기경에 임명되었다.

## 교황 선출
1287년 4월 3일 교황 호노리오 4세가 선종하자 그가 선종한 장소인 아벤티노 언덕의 산타 사비나 성당 옆 교황궁에서 13명의 추기경이 참석한 가운데 콘클라베가 소집되었다. 당시 추기경단은 후임 교황 선출 문제로 심각하게 분열되어 있는 양상이었다. 콘클라베 중에 추기경이 6명이나 선종하자 지롤라모 마쉬 추기경을 제외한 나머지 추기경들은 모두 콘클라베를 떠나 자기 집으로 돌아가버렸다. 콘클라베가 다시 소집된 것은 다음해가 되어서였다. 당시 콘클라베에 참석한 추기경은 지롤라모 마쉬를 포함해 총 7명이었다. 1288년 2월 15일 1차 투표에서 추기경들은 만장일치로 지롤라모 마쉬를 교황으로 선출했다. 꿋꿋하게 교황궁에 남아있으려는 그의 모습에 다른 추기경들이 깊은 김명을 받았다고 전해지긴 하지만, 구체적인 동기에 관해서는 공식적인 기록이 남아있지 않다. 그러나 마쉬는 선거에 앞서 말했듯이 교황으로 선출된 후에도 일주일 내내 교황직 수락을 한사코 거절했다. 하지만 2월 22일에 이르자 마침내 그는 자신의 뜻을 굽히고 교황직을 수락하였다. 최초의 프란치스코회 출신 교황이 된 그는 자신의 이름을 니콜라오 4세라고 명명했는데, 이는 자신을 추기경으로 서임한 니콜라오 3세를 기리기 위함이었다.

## 교황
교황은 교황령의 일관된 통치를 위하여 강력한 콜론나 가문을 이용하여 반대 요인을 무마시키려고 하였다. 평화를 위협하는 가장 큰 요인은 자치 공동체(comune)를 업고 통치자(Signore)가 등장한 것이다. 정치적으로 불안정한 정부들은 자주 소요를 일으켜 무장 충돌도 빈번히 일어났다. 교황은 문제를 해결하기 위하여 칙서 《Celestis altitudo potentiae》를 발표하였으나 이 교서가 효력을 발휘하기 전에 선종하고 말았다. 그 내용은 교황청 수입의 반을 추기경단에 할당한다는 것이었다. 이는 증가하는 추기경들의 중요성을 인식시키고 교황령에 대해 그들이 더 많은 관심을 갖도록 하는 데 있었다.
1288년 10월 28일, 아라곤의 하이메 2세를 시칠리아의 왕으로 확정한 샹프랑크 조약을 무효화했다. 이 조약은 교황의 이익과는 부합하지 않았다. 1289년 5월 그는 분명하게 교황령이 종주국임을 인정한 조약을 체결한 후 카를로 2세를 나폴리와 시칠리아의 왕으로 즉위시켰으며, 1291년 2월에는 아라곤의 알폰소 3세와 프랑스의 필리프 4세와 시칠리아에서 하이메를 축출하는 조약을 체결했다.
1288년 니콜라오 4세는 중국에서 온 네스토리우스파 라반 바사우마를 접견했다.
1291년 아크레가 함락되었다는 소식이 전해지자 니콜라오 4세는 십자군 원정에 대한 열의로 불타올랐다. 그는 불가리아와 에티오피아, 몽골, 타타르족, 중국 등에 프란치스코회원 조반니 다 몬테코르비노 등의 선교사들을 파견하기도 했다.

## 죽음
니콜라오 4세는 1292년 4월 4일 로마의 리베리오 대성전(산타 마리아 마조레 대성전) 옆에 세운 궁전에서 선종했다. 사후 그의 유해는 산타 마리아 마조레 대성전에 안장되었다. 그의 묘비문은 ‘여기 성 프란치스코의 제자 니콜라오 4세가 잠들다.’(Hic requiescit / Nicolaus PP Quartus / Filius Beati Francisci)이다.

## 같이 보기
- 교황 목록